# Collinsella
Collinsella es un género de bacterias grampositivas de la familia Coriobactericeae. Fue descrito en el año 1999. Su etimología hace referencia al microbiólogo inglés Matthew D. Collins. Son bacterias anaerobias estrictas e inmóviles. Tienen una temperatura óptima de crecimiento de 37 °C, y todas, excepto Collinsella vaginalis, se han aislado de heces humanas. No se ha descrito que sea patógena humana. 

## Taxonomía
Actualmente (2024) contiene 9 especies descritas:
- Collinsella acetigenes
- Collinsella aerofaciens
- Collinsella ihumii
- Collinsella intestinalis
- Collinsella massiliensis
- Collinsella stercoris
- Collinsella tanakaei
- Collinsella vaginalis
- Collinsella ureilytica